# Parafia Matki Bożej Częstochowskiej w Szpakach
Parafia Matki Bożej Częstochowskiej w Starych Szpakach – rzymskokatolicka parafia w Starych Szpakach.
Parafia została erygowana w 1969 r. z części parafii św. Wojciecha w Górkach.
Drewniany kościół parafialny został wybudowany w 1958 i poświęcony w 1961 przez biskupa Ignacego Świrskiego. W roku 1969 erygowano parafię i poświęcono nowe dzwony. W latach 70. XX w. przeprowadzono rozbudowę świątyni. W 2014 rozpoczęto kolejną rozbudowę kościoła w oparciu o projekt architekta Mirosława Starczewskiego. W marcu 2015 r. zakończono montaż wieży.
Parafia posiada księgi metrykalne od 1967.
Do parafii należą Stare Szpaki, Nowe Szpaki i Szpaki-Kolonia.